# آب‌بند پیچراهه

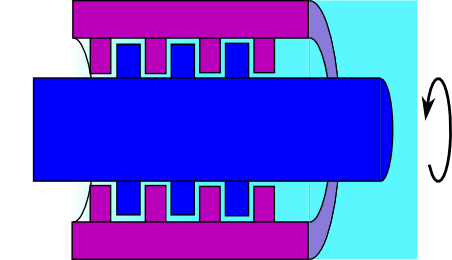
نمونه‌ای از آب‌بند پیچراهه

آب‌بند پیچراهه (به انگلیسی: Labyrinth seal) وسیله‌ای است که با ایجاد مسیری پیچراهه بین دو قطعه مقابل از نشت سیال جاری بر اثر وجود اختلاف فشار در مرز قطعات جلوگیری می‌کند (برای مثال در پمپ).